# The Hunter (film, 2010)
Pour les articles homonymes, voir The Hunter.
Pour plus de détails, voir Fiche technique et Distribution.
The Hunter (titre original : شکارچی, Schekartschi) est un thriller dramatique germano-iranien réalisé par Rafi Pitts, sorti en 2010.
Le scénario est écrit par Rafi Pitts d'après une nouvelle de Bozorg Alavi. Le film met en vedette l'iranien Rafi Pitts qui joue le rôle de Ali, un père de famille, dont la femme et la fille seront tuées par la police lors d’une manifestation. Le titre original en persan : شکارچی (DIN 31635 : Šekārčī, Schekartschi) signifie « Chasseur ». Le film a été produit par Thanassis Karathanos (el). Le film a été tourné en persan en Iran. Il a été diffusé le 16 février 2010 au 60e Festival de Berlin, où il fut projeté en compétition puis en France le 13 juin 2010 à la Cinémathèque française et le 2 avril 2013 en DVD en version originale sous-titrée.

## Synopsis
Début 2009, l'Iran où les manifestations demandant davantage de liberté individuelle et de démocratie sont réprimées par les forces de police d’une dictature paranoïaque du gouvernement corrompu de Mahmoud Ahmadinejad, le pays est en pleine campagne présidentielle. Le film commence sur la photographie d’un drapeau américain peint au sol que des motards des Gardiens de la Révolution à moto s’apprêtent à piétiner. Ali Khamenei, Guide Suprême des mollahs invective à la radio le président américain Obama pour le droit à la bombe nucléaire.
Téhéran est une capitale citadine bétonnée, tumultueuse, bruyante, polluée, coupée de la nature, surpeuplée d’individus se rendant aux salles d’attente impersonnelles et morbides du commissariat, d’où partent les sirènes nourrir le flux continuel de voitures sur les autoroutes tentaculaires qui crachent et ravalent les migrants qui rejoignent les usines le matin et leurs maisons le soir dans un mouvement de balancier en un vacarme permanent. Les mots se trouvent du côté de la loi (la police), du fonctionnariat (commissariat), des institutions (orphelinat), de la politique (enregistrement radiophonique du Guide Suprême). Le son appartient au menteur et au coupable qui impose le silence à la victime et à l’innocent. L’Iran a appris au peuple muselé à se taire. En famille, pas un échange verbal n’advient entre l’homme et sa femme ou sa fille. La communication familiale se fait par des signes non-verbaux,.
Ali Alavi a une femme, Sara. Pendant son temps libre, il s’adonne à la chasse. Il ne donne pas l’impression d’être un délinquant sans éducation, mais sans que l’on en connaisse les raisons, Ali est emprisonné. Pour l’aider à tenir bon, Sara lui donne un enfant qui n’est pas le sien. Pieu mensonge ignoré par Ali qui sort de prison après sept ans de détention,.
Pour nourrir sa petite famille, avec sa souillure d’ancien prisonnier, Ali est forcé d’accepter un travail de veilleur de nuit de sécurité dans une usine de Téhéran, où il subit la violence verbale du directeur. Travaillant le quart de nuit, il est obligé de vivre à contretemps de sa femme Sara – qui travaille de jour – et de sa fille de 7 ans, Saba, ce qui ne permet pas l’épanouissement du bonheur familial. La vie de famille n’a lieu que le week-end, le reste de la semaine, il ne voit guère sa famille. Ali compense son absence par des cadeaux. Malgré ses horaires de nuit, depuis sa prison, il lui semble ne jamais être là pour elles. Ali est un collègue agréable, un fils, mari et père aimant. Il profite de son temps libre pour chasser en forêt,.
À midi, après son travail, Sara va chercher Saba à l’école en ville, où au même moment a lieu une manifestation pour la démocratie. La police réprime la manifestation qui tourne à l’émeute. Sara et Saba sont prises dans les feux croisés entre la police et des rebelles, et sont tuées.
En rentrant de la chasse, Ali trouve l’appartement désert. Ali attend Sara et Saba, mais l’appartement reste vide jusqu’au soir,.
Quand il n'en peut plus d'attendre, il va voir les voisins, mais pas de nouvelles. La police trouve les coordonnées d’Ali dans le sac à main de Sara et l’appelle pour lui annoncer sa convocation à venir immédiatement au commissariat. Ali se rend au commissariat ou le chaos règne.
Après trois heures d'attente, un commissaire suspicieux fait subir à Ali un interrogatoire de questions privées. Il lui apprend qu'il y a eu une fusillade lors d'affrontements entre la police et les manifestants et que Sara, qui se trouvait la par hasard dans la trajectoire a été tuée par une balle perdue, mais on ne sait pas encore par qui, il faut attendre les résultats de dissections. Ali se rend à la morgue et reconnaît le corps de Sara. Ali comprend qu’elle a été abattue par la police qui l’informe n’avoir aucune information sur Saba, sa fille qui passe pour disparue,.
Ali recherche sa fille dans un état de profond désespoir. Il parcourt les rues en montrant la photo de Saba aux passants, puis il va dans un orphelinat, sans succès. La police retrouve le corps de Saba tué par accident pendant l'échange de tirs avec les manifestants. Ali se rend à la morgue une seconde fois, et reconnaît le corps de sa fille. Ali comprend que l’État est responsable de la mort de sa femme et de sa fille unique. Les policiers enregistrent le meurtre comme un accident, car la vérité ne se dit pas dans cette société. Le mensonge verbal d’État oblige le chasseur au silence innocent déjà intériorisé en prison. Le mensonge silencieux devient parlé quand Ali ment à sa mère, quand il doit broder sur des vies disparues à jamais, raconter l’existence d’une femme et d’une fille qui lui sont devenues des rêves ne vivant plus que dans son esprit, qui devient fou. Le diktat politique crée une censure muette, un mensonge silencieux qui est nuisible et toxique, transformant les humains en monstres capables de se retourner contre leurs créateurs, humains prêts à « péter un câble » et à exploser.
Ali a tout perdu. Cette perte injuste le fait souffrir d’une douleur qui ne peut trouver le repos dans le pardon silencieux, mais dans la vengeance explosive. Ali ne trouve consolation que par la punition des responsables des répressions meurtrières : les policiers aux mains de Mahmoud Ahmadinejad.
Ali prend son fusil à lunette et va sur un pylône électrique près de l'autoroute urbaine. De nombreux véhicules civils passent, quand une voiture de police arrive, Ali tire tel un sniper et abat le conducteur puis l’officier de police qui tente de s’échapper.
Ali monte dans sa voiture et va à l’hôtel. Il prend sa voiture et va à la plage. Un hélicoptère de la police repère la voiture. Ali va dans une casse où l’homme vient changer sa voiture pour tromper ses poursuivants.
Ali monte dans sa nouvelle voiture et fuit en direction des forêts du Nord. Mais il est repéré par une voiture de police qui le prend en chasse. Le chasseur tueur de flics devient chassé, le chasseur devient proie.
Ali perd le contrôle de sa voiture qui part en tonneau et fini dans un talus. Ali court dans la forêt cherchant à se cacher parmi les arbres. Hassan et Nazem, deux policiers qui ne s'apprécient pas, et qui sont en confrontation verbale pourchassent Ali. Hassan et Nazem le repèrent, le poursuivent et le capturent.
Hassan et Nazem conduisent Ali en ville, mais ils se perdent dans la forêt. Un conflit se crée entre les deux policiers : l'agent de police veut tuer Ali pour se venger de ses deux collègues tués, mais le jeune policier veut le faire condamner par la justice.
Les policiers trouvent une maison non habitée. Le jeune policier garde Ali dans la maison, pendant que l’autre policier part chercher de l’aide. Le policier attache Ali à un mur et fait un feu de bois pour se chauffer du froid. Pendant que les renforts arrivent, le jeune policier donne son pistolet et la clef des menottes à Ali en lui disant : « tu as déjà tué deux policiers, tu peux en tuer un troisième », puis il s’enfuit en courant. Ali se libère et prend le pistolet. Le policier arrive et Ali lui prend son arme et ses vêtements avec lesquels il s'habille. Ali attache le policier au mur avec les menottes et sort de la maison, le jeune policier qui est trop loin pour reconnaître qu'Ali s’est habillé en policier, tire et tue Ali.

## Fiche technique
- Titre original : شکارچی (Shekarchi)
- Titre français : Le Chasseur
- Titre international : Modèle:Llangue
- Réalisation : Rafi Pitts
- Scénario : Rafi Pitts
- Photographie : Mohammad Davudi
- Musique : Noemi Hampel
- Production : Thanassis Karathanos (el) et Mohammad Reza Takhtkeshian  (coproducteur)
- Pays d'origine :  Iran
- Langue originale : Persan
- Format : couleur - 35 mm - 1,85:1 - son Dolby Digital
- Durée : 92 minutes
- Dates de diffusion : 
  -  Allemagne Zeit des Zorns : 16 février 2010 (60e Festival de Berlin)
  -  Iran شکارچی (Shekarchi) : interdit de projection
  -  Canada The Hunter  : 12 septembre 2010 (Toronto International Film Festival)
  -  Suisse romande Le Chasseur : 2 mars 2011

## Distribution
- Rafi Pitts : Ali Alavi
- Mitra Hajjar : Sara Alavi, épouse d'Ali
- Saba Yaghoobi : Saba Alavi, fille de Ali
- Ali Nicksaulat : Nazem, Officier de police
- Hassan Ghalenoi : Hassan, Policier militaire
- Manoochehr Rahimi : Inspecteur
- Amir Ayoubi : Officier de police
- Gholamreza Rajabzadeh : Officier de police
- Mansour Dowlatmand : Officier de police
- Ebrahim Safarpour : Officier de police
- Said Hajmohammadi : Officier de police
- Javad Nazari : Policier
- Naser Madahi : Basiri, Veilleur de nuit 1
- Ali Mazinani : Reza, Jeune veilleur de nuit
- Hossein Nickbakht : Réceptionniste de l'hôtel
- Sara Kamrani : Infirmière de l'orphelinat
- Shoja’edin Ghanaei : Le docteur
- Fatemeh Alijani : Réceptionniste de l'orphelinat
- Ossta Shah Tir : Père de Ali
- Malek Jahan Khazai : Mère de Ali
- Ismaïl Amani : Sanam, Jeune homme dans l'entrepôt de thé

## Autour du film
« « Shekarchi » propose des images fortes dont l'intensité diminue malheureusement un peu dans les vingt dernières minutes. Cela ne nuit guère à l'œuvre dans son ensemble, car on garde l'impression d'un drame bouleversant avec une critique sociale sous-jacente. Il faut toutefois beaucoup de patience avant que le film n'ait un quelconque intérêt ».
« Le réalisateur aurait certainement eu tous les arguments de l'époque en sa faveur pour faire de ce drame une œuvre vraiment très intéressante et très discutée.
Mais le film est ennuyeux. Pendant 88 minutes, le spectateur suit un protagoniste dont les actes et les sentiments restent étrangement éloignés, dont l'intériorité n'est pas expliquée, dont la tristesse n'est pas mise en image ».
En 2008, le bureau de censure accuse le film d'être fortement critique contre le régime du gouvernement iranien et d'être controversé et subversif. Il met six mois pour signer le visa d'autorisation de tourner en Iran avec l'obligation de tourner avec la présence permanente sur le lieu du tournage d'une personne de la censure. La campagne politique à la présidentielle a sans doute facilité l’autorisation de la part d’une commission de censure en attente d’un remaniement. Le bureau a autorisé la scène où Ali abat deux policiers, uniquement en faisant clairement apparaître qu'il était devenu fou. Mais la police n'a pas donné l'autorisation à l'équipe de tournage du film qui a alors duré quatre mois au lieu de 35 jours. La production s'est terminée quelques jours avant l'élection présidentielle iranienne de 2009. Pendant que Rafi Pitts présente le premier montage de son film à ses producteurs allemands à Berlin, la victoire du président sortant Mahmoud Ahmadinejad, cause des manifestations populaires et des émeutes violemment réprimées par la police. Rafi Pitts est allé recueillir les enregistrements sonores des témoins de la répression de la révolution verte en Iran et les a intégrés au film. Mais la censure revient sur sa décision et interdit la projection et la diffusion en Iran. Rafi Pitts souligne que les similitudes entre le film et les événements post-électoraux sont inhabituelles. La douleur de l’exil : Rafi Pitts ne peut plus aller en Iran car il risque d'être condamné par le gouvernement comme Jafar Panahi et Mohammad Rasoulof qui eux, sont interdits de tournage pendant vingt ans.

## Récompenses et distinctions
Le film a été présenté en première mondiale le 16 février 2010 au 60e Festival de Berlin. Le jury a proposé le film pour l'Ours d'or mais le prix ne lui a pas été décerné.
Le film a aussi été proposé pour le Meilleur Film au Festival international du film de Mar del Plata.